# Claudia Troyo
Claudia Gonzáles Troyo (Maravatío, Michoacán; 20 de junio de 1979) es una actriz mexicana de televisión, conocida por su trabajo en las telenovelas   Amigas y rivales, Las vías del amor y Hasta que el dinero nos separe.

## Biografía
Claudia Troyo nació el 20 de junio de 1977 en Maravatío, Michoacán, México. Hija de Salvador González y de la pintora costarricense Jannina Troyo. Comenzó su carrera como actriz en la telenovela La mentira que protagonizaron Kate del Castillo y Guy Ecker interpretando a Irazema en la producción de Carlos Sotomayor, ese mismo año participa en la telenovela Camila de Angelli Nesma interpretando a la secretaria de la empresa.
Sólo un año pasó desde su debut en la televisión hasta que a finales del año 1999  el productor Emilio Larrosa le diera una nueva oportunidad al interpretar a la prima de Paula Michelle Vieth en la telenovela Mujeres engañadas con el personaje de Carolina.
Al finalizar las grabaciones de Mujeres engañadas Claudia Troyo comienza ya a trabajar en su próximo proyecto Amigas y rivales (2001) producción de Emilio Larrosa interpretando a Mónica la mejor amiga de Laura Michelle Vieth quien muere en los últimos capítulos de la novela asesinada por Roxana a cargo del papel de la actriz Joana Benedek, inmediatamente finalizando la telenovela se integra en la producción Las vías del amor con el personaje de Claudia una pueblerina que sigue a su amiga Perla Aracely Arámbula a la capital en busca de una mejor oportunidad en el melodrama que contaba con la participación de destacadas figuras como Daniela Romo, Enrique Rocha, Gabriel Soto bajo las órdenes de Emilio Larrosa.
Luego de haber participado en algunas telenovelas, la joven actriz se integra como elenco estable de la exitosa serie mexicana Mujer, casos de la vida real que producía la emblemática estrella mexicana Silvia Pinal participando en numerosos episodios hasta el fin del programa el año 2007.
Aparece en las telenovela en Mujer de madera (2004) producción de Emilio Larrosa con el papel de Déby que protagonizaron Edith González que fue reemplazada por Ana Patricia Rojo, Gabriel Soto, Jaime Camil, Adamari López, Ludwika Paleta entre otros, al término de esta telenovela se integra con un pequeño personaje en la telenovela Piel de otoño (2005) interpretando a una de las empleadas de la boutique del personaje de María Marcela en la producción de MaPat López de Zatarain.
Su papel estelar llega en la telenovela La verdad oculta (2006) interpretando a Julieta que le ortorga una nominación en los 25º Premios TVyNovelas (2007) como mejor actuación juvenil.
Se integra como antagonista en la telenovela Muchachitas como tú (2007) donde da vida a Lucy, personaje que todos creíamos que era noble e inocente, pero se transformó en el causante de muchas tragedias debido a su manipulación y locura en la producción de Emilio Larrosa. 
Luego participa en un capítulo de la serie La rosa de guadalupe (2008) titulado "Cosas insignificantes" en donde interpreta a la protagonista de la historia María Amalía compartiendo créditos con la ex Rebelde Estefanía Villarreal.
En 2009 trabaja en Hasta que el dinero nos separe interpretando a Susana, la amiga, asistente y guía espiritual de Alejandra Itatí Cantoral heroína de la historia .
En 2011 participa en Libre para amarte, en el papel de la taxista Olivia Garza. En 2015, participa en Simplemente María donde interpreta a Estela Lozano.

## Filmografía

### Televisión
| Año       | Título                              | Personaje                                    | Notas                         |
| --------- | ----------------------------------- | -------------------------------------------- | ----------------------------- |
| 1998      | Soñadoras                           | Alma                                         | 2 episodios                   |
| 1998      | La mentira                          | Irasema                                      | 75 episodios                  |
| 1998-1999 | Camila                              | Ana Gregoria Bravo                           | 20 episodios                  |
| 1999      | ¿Qué nos pasa?                      | Liliana                                      | Episodio: "Los últimos días"  |
| 1999-2000 | Mujeres engañadas                   | Carolina Susana Montero                      | 112 episodios                 |
| 2001-2007 | Mujer, casos de la vida real        | Varios personajes                            | 15 episodios                  |
| 2001      | Amigas y rivales                    | Mónica Oviedo                                | 64 episodios                  |
| 2002-2003 | Las vías del amor                   | Claudia Jiménez                              | 220 episodios                 |
| 2004-2005 | Mujer de madera                     | Deborah "Deby" San Román                     | 138 episodios                 |
| 2005      | Piel de otoño                       | Carmina                                      | 90 episodios                  |
| 2006      | La verdad oculta                    | Julieta Guillén / Julieta Guzmán Zaldívar    | 120 episodios                 |
| 2007      | Muchachitas como tú                 | Lucy Montenegro                              | 143 episodios                 |
| 2008-2020 | La rosa de Guadalupe                | Varios personajes                            | 11 episodios                  |
| 2009-2010 | Hasta que el dinero nos separe      | Susana Hadad                                 | 227 episodios                 |
| 2010      | Mujeres asesinas                    | Luzma                                        | Episodio: "Azucena, Liberada" |
| 2011      | El equipo                           | Ana                                          | 2 episodios                   |
| 2012-2020 | Como dice el dicho                  | Varios personajes                            | 10 episodios                  |
| 2013      | Libre para amarte                   | Olivia Garza                                 | 107 episodios                 |
| 2015-2016 | Simplemente María                   | Estela Lozano                                | 105 episodios                 |
| 2017      | Nosotros los guapos                 | Valeria                                      | Episodio: "Ya bailaron"       |
| 2018      | Por amar sin ley                    | Marcela Quiroz de Pérez                      | 5 episodios                   |
| 2018      | Tenías que ser tú                   | Eliana Landino                               | 20 episodios                  |
| 2019      | Silvia Pinal, frente a ti           | Ariadna Welter                               | 5 episodios                   |
| 2019      | Lorenza                             | Dra. Irma Chagoyra                           | Episodio: "El ADN correcto"   |
| 2020-2021 | Quererlo todo                       | Luisa Zermeño                                | 122 episodios                 |
| 2022      | Contigo sí                          | Dra. Claudia Rocha                           | 11 episodios                  |
| 2022      | Esta historia me suena              | Ana                                          | Episodio: "Dos mujeres"       |
| 2023-2024 | Nadie como tú                       | Marta Granados                               | 120 episodios                 |
| 2025      | A.mar, donde el amor teje sus redes | Teresa "Teresita" de Jesús García de Serrano |                               |

### Teatro
- Hasta que la risa nos separe (2010)

## Premios y nominaciones

### Premios TVyNovelas
| Año  | Categoría              | Título                         | Resultado |
| ---- | ---------------------- | ------------------------------ | --------- |
| 2010 | Mejor actriz coestelar | Hasta que el dinero nos separe | Nominada  |
| 2007 | Mejor actriz juvenil   | La verdad oculta               | Nominada  |